# Ezer mozzarella, nyertem a Pocoklottón!
Az Ezer mozzarella, nyertem a Pocoklottón! (eredeti cím: Per mille mozzarelle... Ho vinto al Tototopo!) az olasz Geronimo Stilton ifjúsági könyve. Olaszországban 2002-ben jelent meg az Edizioni Piemme forgalmazásában. Magyarországon az Alexandra Kiadó adta ki 2008-ban.

## Ismertető
Rázdmegjól Rezső bárjában megittam egy extraegeres camembert-koktélt, aztán ahogy kiléptem a bárból, erős szél kerekedett. Épp kinyitottam az irodám ajtaját, amikor a szél egy papírdarabot repített az arcomba. Utánakaptam, és legnagyobb meglepetésemre egy lottószelvény volt. Egy Pocoklottó-szelvény! Először el akartam dobni, de aztán meggondoltam magam, és begyűrtem a zsebembe. Hát így kezdődött a következő kalandom...

## Szereplők

### Főszereplők
- Geronimo Stilton – Értelmiségi egér, a Rágcsáló Hírek főszerkesztője
- Tea Stilton – Sportos és dinamikus a Rágcsáló Hírek különleges tudósítója
- Trappola Stilton – Igazi tréfamester, Geronimo Stilton unokaöccse
- Benjamin Stilton – Kedves és szeretnivaló, ő Geronimo Stilton kisebbik unokaöccse

### Mellékszereplők
- Rázdmegjól Rezső (Shaker)
- Cintia von Camembert
- Rasmaussen Nelli – Geronimo Stilton első számú főellensége, nem mellesleg a Patkány Hírmondó igazgatója
- Komornyik
- Szalám Irma – Trappola szomszédja
- Ezermester Vince (Gubi) – Trappola legjobb barátja
- Izompacsirta Imola – Trappola menyasszonya

## Fejezetek a könyvben
- 1. fejezet: Ki hitte volna?! 7
- 2. fejezet: Ezer mozarella! 13
- 3. fejezet: Geronimo! Geronimo! 16
- 4. fejezet: Olvasztott sajtos rántotta 20
- 5. fejezet: Én szabad egér vagyok, mint a szél 24
- 6. fejezet: Cinnn, cinnn, cinnn! 37
- 7. fejezet: Ki lesz ma milliomos? 41
- 8. fejezet: És egy rubintgyűrűt a farkincámra! 44
- 9. fejezet: Gazdag, gazdag, dúsgazdag egér lettem... 48
- 10. fejezet: Egy sikeres egér 52
- 11. fejezet: Egy bolond pocok 55
- 12. fejezet: A business az business, azaz az üzlet az üzlet 58
- 13. fejezet: Sajtsárga kastély 60
- 14. fejezet: Az üzletegér 66
- 15. fejezet: I'm a very important mouse... 70
- 16. fejezet: Hát tényleg elfelejtett? 75
- 17. fejezet: A fantasztikusan szuper Stilton család 78
- 18. fejezet: Macskanagy szerencsétlenségek 80
- 19. fejezet: Bizonytalan befektetések 85
- 20. fejezet: Pszzzzz... 88
- 21. fejezet: Nyamvadt csatornapatkány 90
- 22. fejezet: Bocs, de te egy sajthéjnyit sem értesz hozzá! 96
- 23. fejezet: Nem vagyunk egyformák 99
- 24. fejezet: A szerencse forgandó 102
- 25. fejezet: Tépd le, és nyerj! 110
- 26. fejezet: Rázdmegjól Rezső 116

Oldalak száma összesen: 128 oldal

## Magyar változat
- Ezer mozzarella, nyertem a pocoklottón!; ford. Kotsis Orsolya; Alexandra, Pécs, 2008 (Mulatságos történetek, színes kalandok)
- Szöveg: Geronimo Stilton
- Illusztráció: Larry Keys, Sara Copercini és Christian Aliprandi
- Grafika: Merenguita Gingermouse
- Fordította: Kotsis Orsolya
- Felelős kiadó: A kft. ügyvezető igazgatója
- Felelős szerkesztő: Gyuricza Eszter
- Eredeti kiadás: 2002 Edizioni Piemme, Milanó
- Magyar kiadás: 2008 Alexandra Kiadó, Pécs
- A kiadvány magyar változatát Nagy Gábor (Partners Pécs Kft.) tördelte.
- A nyomás Kínában készült.
- Megjelent 7,41 (A/5) ív terjedelemben